# Alois Ludwig
Alois Ludwig (auch Aloys; * 15. Mai 1872 in Brünn; † 4. April 1969 in München) war ein österreichischer Architekt.

## Familie
Er war mit Klara Margarete Wanniek (* um 1875) verheiratet und hatte mit ihr drei Kinder: Johannes Ludwig (1904–1996), der später Architekt und Professor an der Technischen Hochschule München wurde, dann Eva und Wolfram. Alois Ludwig war ein Bruder von Gustav Ludwig (1876–1952).

## Wirken

### Wirken in Brünn und unter Otto Wagner
Nach dem Abschluss an der Staatsgewerbeschule Brünn (1892) und einem sich anschließenden dreijährigen Praktikum (1892–1895) hatte er die berufliche Grundausbildung eines Baumeisters erhalten. Um eine Ausbildung als Architekt zu erhalten, besuchte er von 1895 bis 1898 die Akademie der bildenden Künste Wien bei Otto Wagner. Dort wurde er mit dem Haggenmüller-Preis (1897) und dem Spezialschulpreis der Wiener Akademie (1898) ausgezeichnet. Seine Arbeiten wurden in den Sonderheften der Otto-Wagner-Schule mehrfach veröffentlicht. Ab 1898 arbeitete er im Atelier von Otto Wagner, wo er als Nachfolger von Joseph Maria Olbrich zeitweise Bürochef war.
- 1895/96: Villa Schreibwald, Veslarska 228 in Brünn
- 1898: Florale Dekoration zum Majolikahaus (Wien 6, Linke Wienzeile 40) im Jugendstil der Wiener Secession

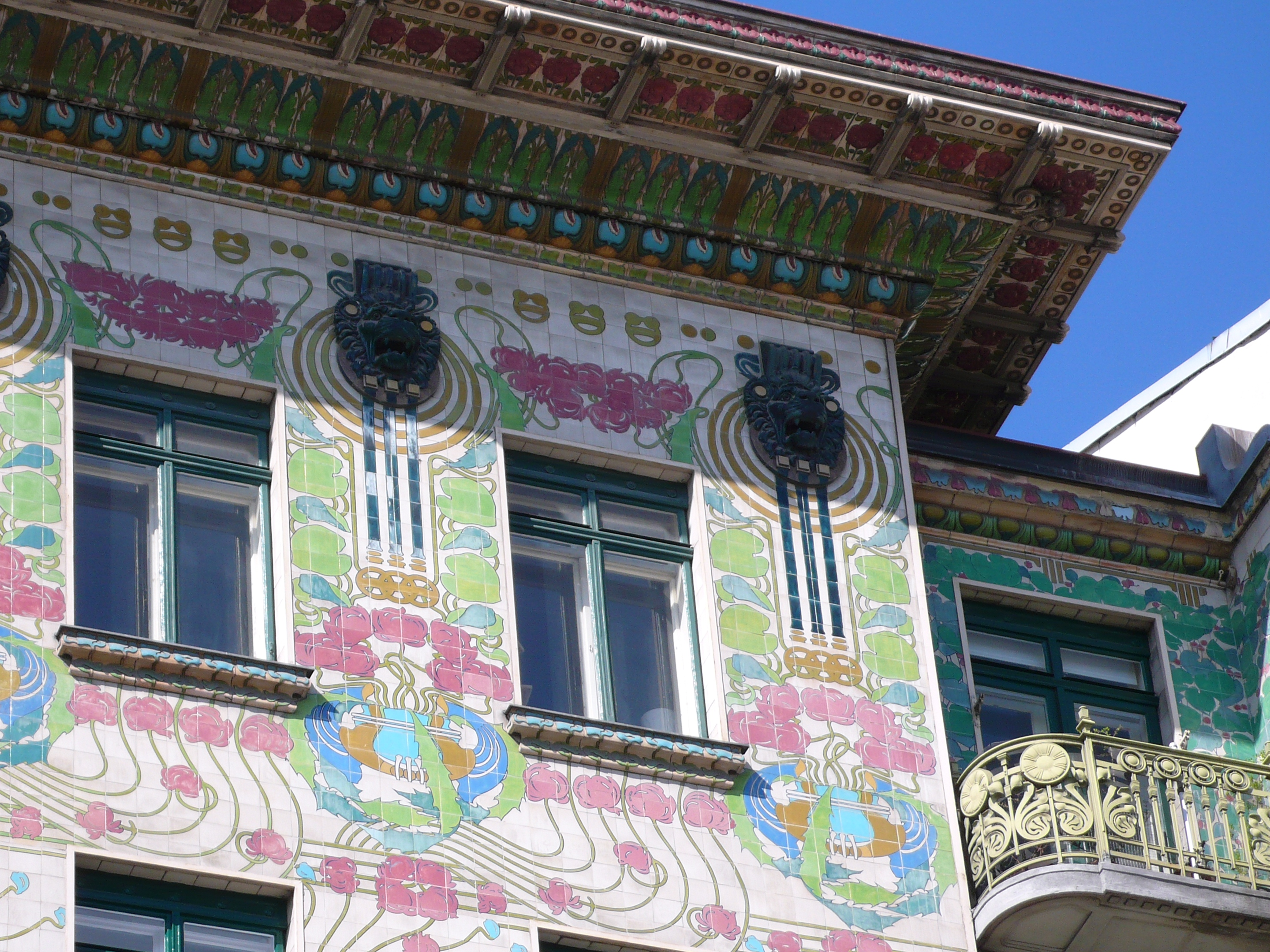
Majolikahaus
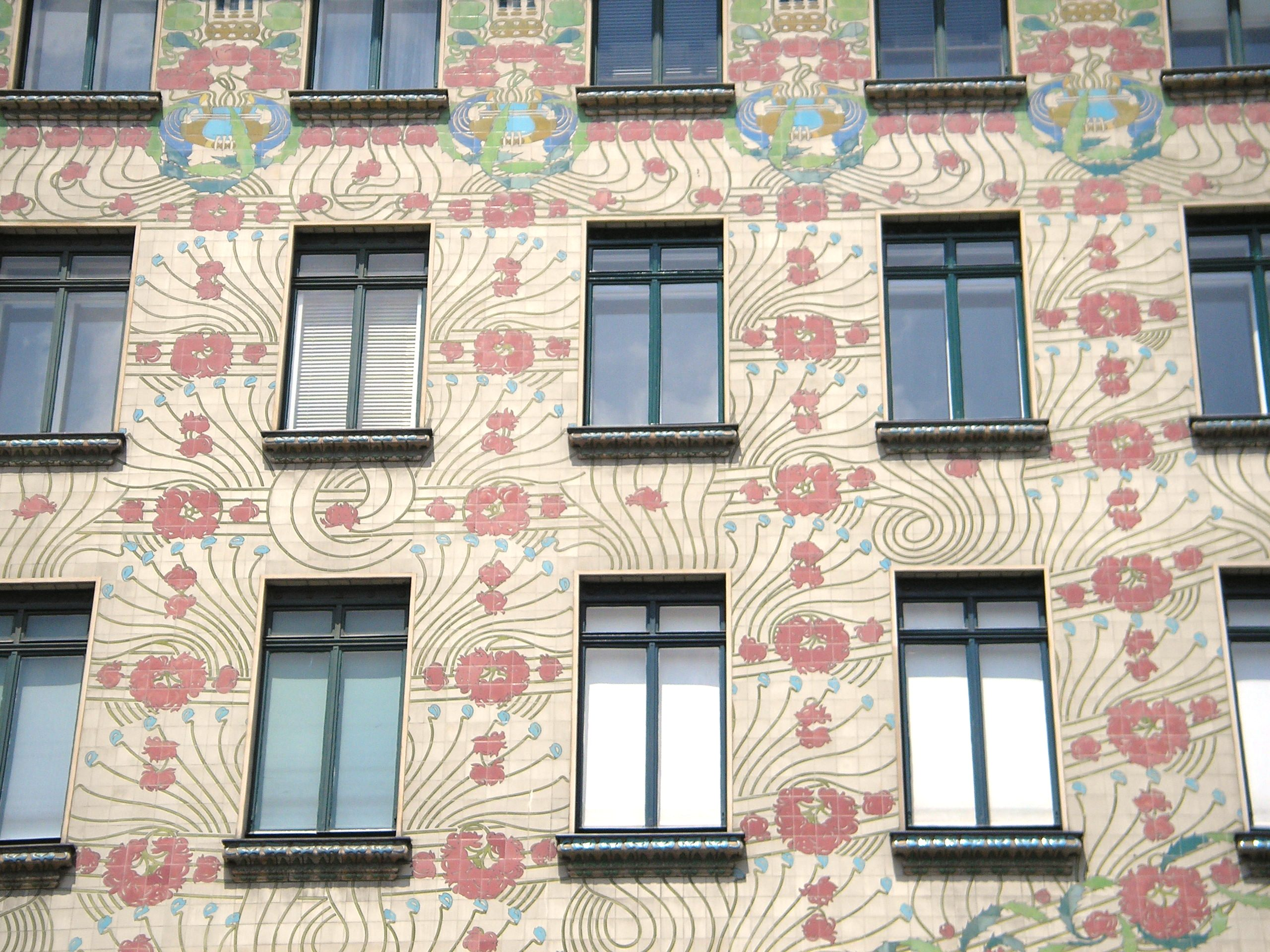
Majolikahaus
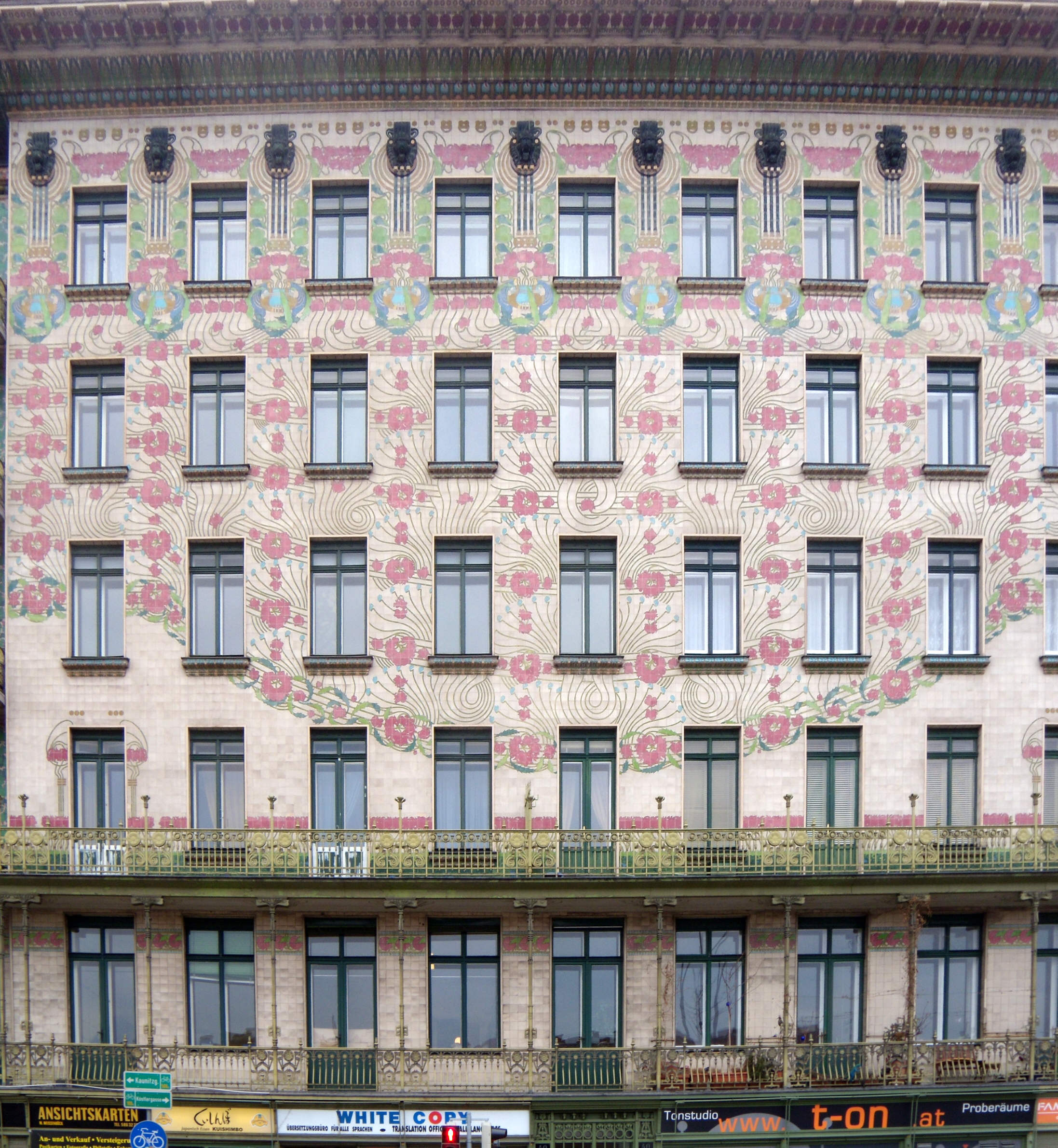
Majolikahaus

### Wirken im Rheinland mit Gottfried Wehling
Für die Zeit von 1900 bis 1903 ist die Zusammenarbeit mit dem Architekten Gottfried Wehling in Düsseldorf belegt. Auch in Köln entstanden Bauten dieses Büros, erhalten ist dort die Villa Bestgen.
- 1900: Umbau und Erweiterung des Geschäftshauses Schadowstraße 23 in Düsseldorf für die Firma Gebrüder Mangold[2][3]
- 1900: Geschäftshaus Schadowstraße 52 in Düsseldorf für den Fotografen Thomas Lantin[4]
- 1901/02: Bau der „Wehlingschen Geschäftsgruppen“, Königsallee 9/11 (heute Königsallee 20/21) und Blumenstraße 7/9 in Düsseldorf[5]
- 1903: Bau einer Reihe kleiner Einfamilienhäuser in der Parkstraße in Düsseldorf, die bei niedrigen Baukosten möglichst „viele gesunde“ Räume haben sollten[6]
- 1903/04: Villa Bestgen, Theodor-Heuss-Ring 9 in Köln[7][8][9]

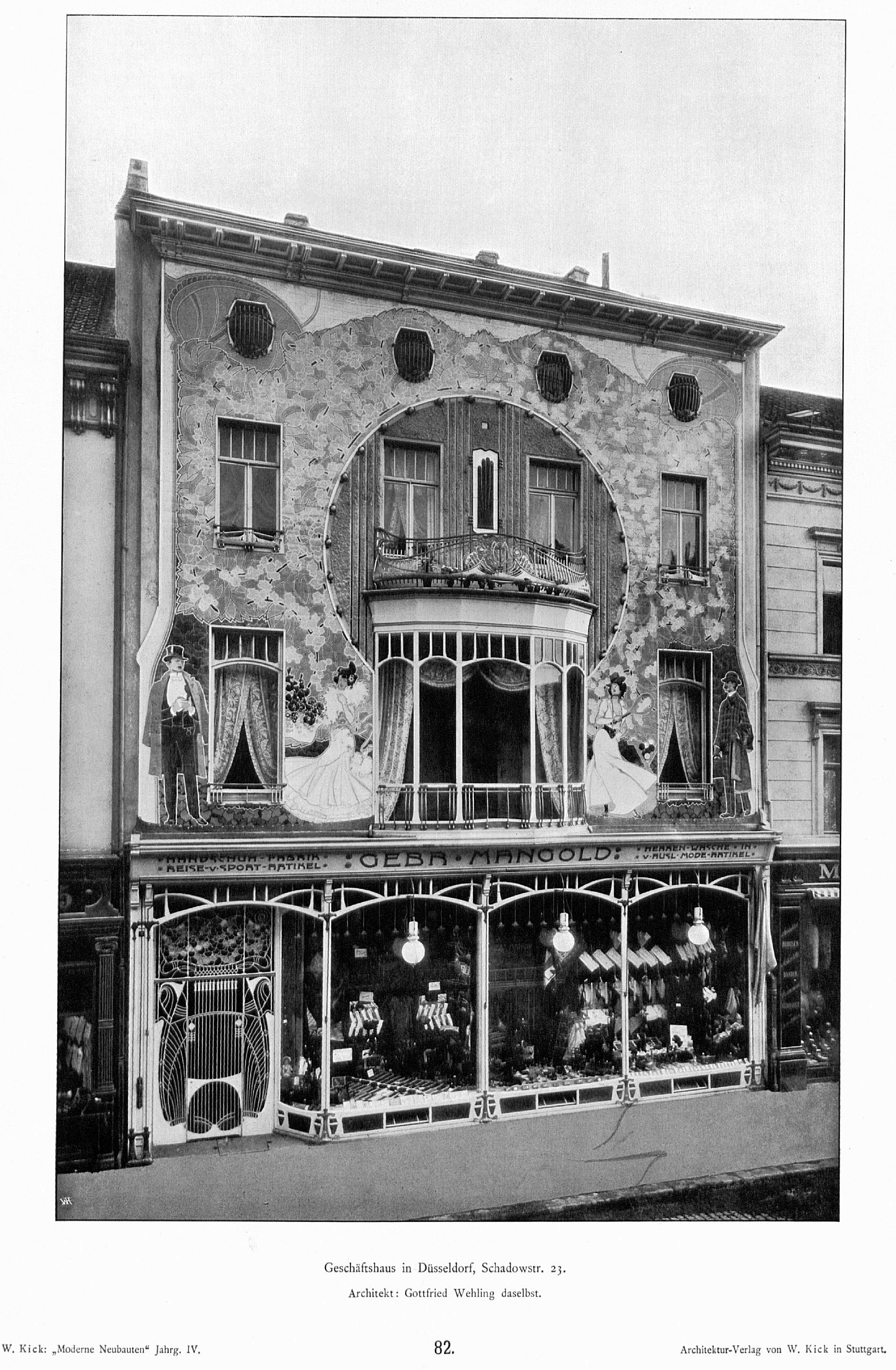
Geschäftshaus Schadowstraße 23 in Düsseldorf
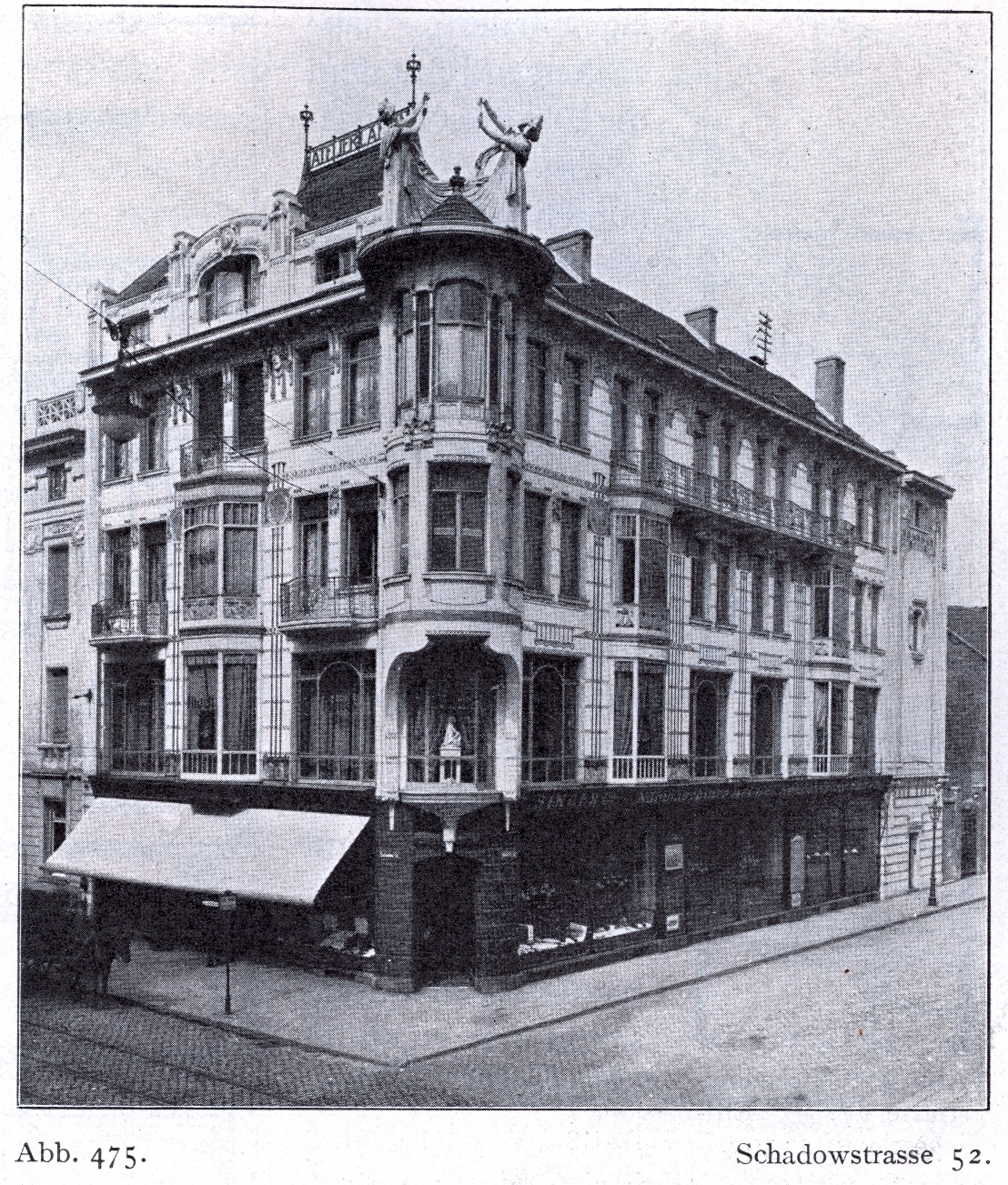
Geschäftshaus Schadowstraße 52 in Düsseldorf
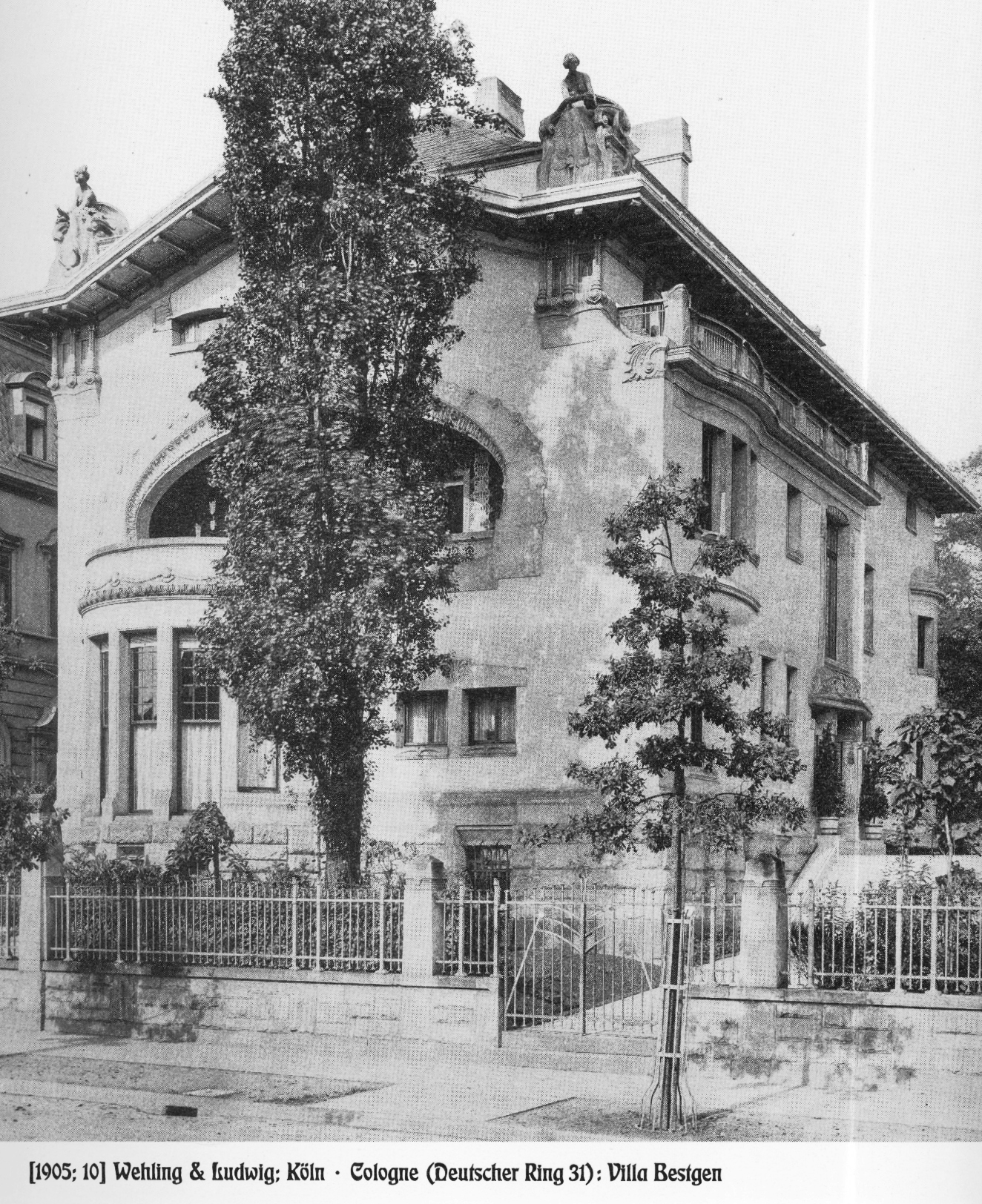
Villa Bestgen in Köln

### Wirken in Wien, Bozen und Meran
Ludwig heiratete die Tochter eines Direktors der Prager Eisenindustrie AG, für die er ein Verwaltungsgebäude (Wien 3, Heumarkt 10) errichtete. Für seinen Schwiegervater erbaute er eine Villa in München, wo er ab 1905 sein eigenes Atelier hatte, dem 1907 später sein Bruder Gustav beitrat. Als „Brüder Ludwig“ errichteten sie mehrere Gebäude, so das Haus des Schriftstellers Thomas Mann an der Poschingerstraße 1 in München, sowie die Villa Wannieck an der Möhlstraße 32 ebenfalls in München. 1911 eröffnete Ludwig ein Atelier in Bozen, ab Mitte der 30er-Jahre lebte er in Meran.
- 1907: Sparkassengebäude in Bozen
- 1910: Parkhotel Laurin in Bozen
- 1910: Wohn- und Geschäftshaus Neustiftgasse 87 in Wien
- 1911: Schulhausbauten in Bozen, darunter die Volksschule Gries
- 1912: Direktionsgebäude für die Prager Eisenindustrie AG, Heumarkt 10 in Wien
- 1912/13: Stadthotel am Waltherplatz in Bozen
- 1913: Haus Petzold, Endresstraße 94–96 in Wien
- 1914: Umbau von Palais Menz in Bozen
- o. J.: Villa Salgart in Untermais